# تاريخ المسيحية الشرقية

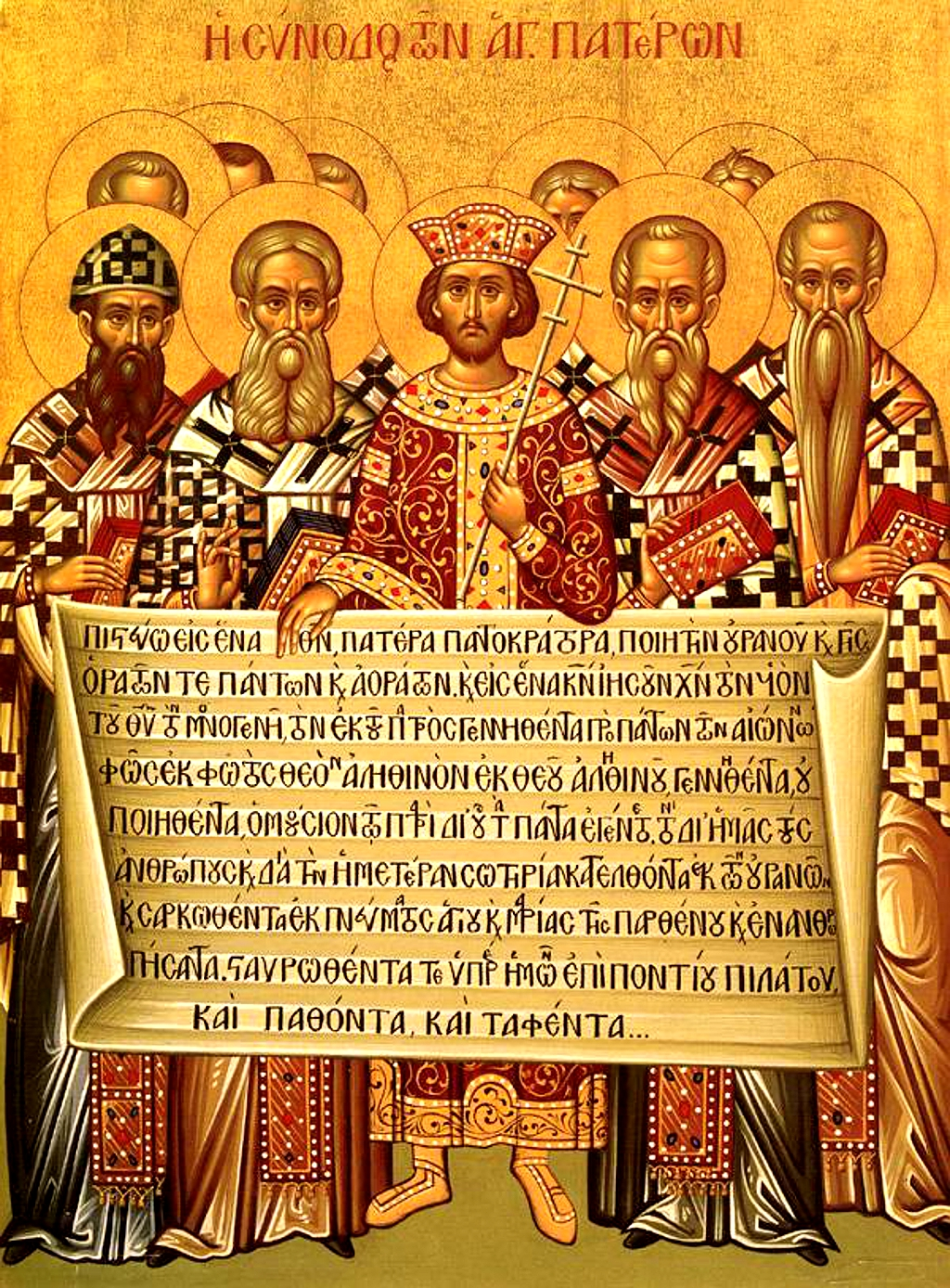
أيقونة بيزنطية تظهر قسطنطين الأول محاطًا بالبطاركة والأساقفة في مجمع نيقية الأول ويمسكون قانون الإيمان الذي صاغة المجمع.

نشأت المسيحية عام 27 من جذور مشتركة مع اليهودية وتعرضت للاضطهاد من قبل الامبراطورية الرومانية، أنهى مرسوم الإمبراطور قسطنطين المسمى في التاريخ باسم مرسوم ميلانو عام 313 مرحلة الاضطهادات وشكل اعتناقه للمسيحية نقطة تحول هامة في التاريخ. وبعد المرسوم المذكور سنّ قوانين وسياسات بما يتفق مع المبادئ المسيحية؛ فجعل يوم الأحد عطلة رسميّة بالنسبة للمجتمع الروماني، وشرع في بناء الكنائس قبل أن يعلن المسيحية دينًا للإمبراطورية ويترأس مجمع نيقية عام 325.
كان الحوض الشرقي للبحر الأبيض المتوسط الثقل الرئيسي للمسيحية في القرون الأولى وظلت القدس، أنطاكية، الرها، والإسكندرية عواصم الثقافة المسيحية قبل أنتقال النفوذ والتأثير إلى روما والقسطنطينية خلال القرون الوسطى.
تنشر التقاليد المسيحية الشرقية وتمثلها بشكل شامل الكنائس المنتشرة في اليونان وروسيا والبلقان وأوروبا الشرقية وآسيا الصغرى والشرق الأوسط وشمال شرق أفريقيا وجنوبي الهند. وتشير كمصطلح إلى كل ما حملته وتحمله هذه الكنائس من تراث وتقليد مسيحي على مدى العصور. ويقابلها من الجهة الأخرى التقليد المسيحي الغربي والممثل بالكنائس الكاثوليكية والبروتستانتية الغربية. وقد تشاركت الكنائس الشرقية بالتقليد الديني ولكنها انقسمت على نفسها خلال القرون الأولى للمسيحية وذلك بسبب خلافات عقائدية
كرستولوجية ولاهوتية بالإضافة لأسباب سياسية.

## بعد العصر الرسولي

### نشوء الإمبراطورية البيزنطية
ومع ازدياد السكان والثروة في الامبراطورية الرومانية الشرقية أدى إلى أنشأ قسطنطين مدينة القسطنطينية لتكون عاصمة للامبراطورية البيزنطية، وغدت مركز حضاري سيّما بالنسبة للمسيحية الشرقية ومركز حضاري عالمي، فأضحت أعظم مدن العالم في ذلك العصر. وكانت مقر بطريركية القسطنطينية المسكونية وبالتالي ظهرت منافسة سياسية بين بطريرك القسطنطينية والبابا في روما حول الأحقية في زعامة العالم المسيحي، وكان حصار روما من قبل القوط الغربيين والوندال في عام 410 وفي عام 455 قد صعّد من أجواء المنافسة. على الرغم من التواصل الثقافي والتبادل بين الشقيّن الشرقي والغربي للإمبراطورية الرومانية، فإن تاريخ المسيحية وكل من المسيحية الشرقية والغربية أخذت مسار ثقافي متباين، مع الانشقاق العظيم بين الكنيسة الكاثوليكية والكنيسة الأرثوذكسية عام 1054.

### المجامع

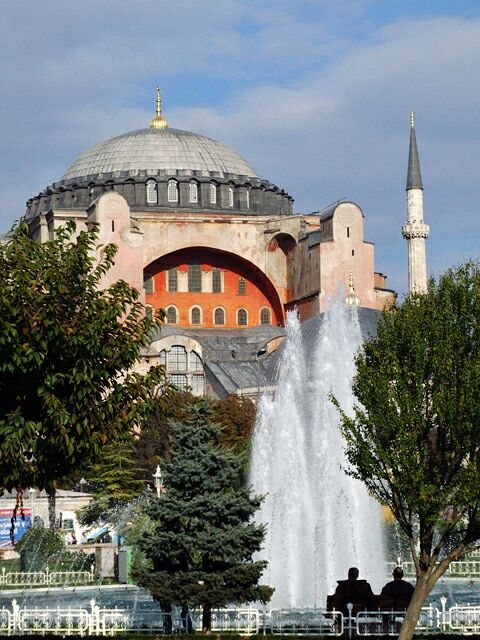
كاتدرائية آيا صوفيا في إسطنبول، تعد من أبرز الأمثلة على العمارة البيزنطية والمسيحية الشرقية، وهي اليوم متحف.

وفي سبيل استكمال تنظيم البنية الإدارية للكنيسة عقد مجمع القسطنطينية الأول سنة 381 والذي كان من أعماله أيضًا إدانة أبوليناروس أسقف اللاذقية الذي اعتقد بأن ألوهية المسيح قد حلت مكان روحه العاقلة، وبعد أقل من نصف قرن انعقد مجمع مسكوني آخر في أفسس سنة 431 حرم نسطور الذي آمن بالثالوث الأقدس لكنه اعتقد أن الابن الموجود منذ الأزل هو غير يسوع، وأن هذا الابن الأزلي قد حلّ في شخص يسوع عند عماده وبالتالي فقد علّم نسطور وجود شخصين في المسيح ودعا العذراء والدة المسيح وليس والدة الله، وقد تعرض أتباعه لاضطهادات شديدة؛ وبعد ثمان سنوات فقط في سنة 439 انعقد مجمع آخر في أفسس يدعوه الأرثوذكس المشرقيون مجمع أفسس الثاني في حين يرفض الكاثوليك والروم الأرثوذكس الاعتراف به، انعقد هذا المجمع بشكل رئيسي لتحديد صيغة إيمان نهائية لطريقة اتحاد طبيعتي المسيح البشرية والإلهية في شخصه، وأقر نظرية البطريرك كيرلس الأول الإسكندري، التي وجدت أن النتيجة الطبيعية لاتحاد طبيعتين هي طبيعة واحدة دون الخلط بخصائص الطبيعتين.
ولكن هذه العقيدة تمت معارضتها في روما والقسطنطينية، اللتين دعتا إلى مجمع آخر سنة 451 هو مجمع خلقيدونية الذي أعاد تنظيم علاقة البطريركيات ببعضها البعض وأقر صيغة البابا ليون الأول القائلة بأن طبيعتي المسيح رغم اتحداهما قد لبثتا طبيعتين بشكل يفوق الوصف كاتحاد النور والنار، وألغى المجمع المذكور مقررات المجمع السابق وسحب شرعية الاعتراف به، فحصل الانقسام الثاني في الكنيسة وتشكلت عائلة الكنائس الأرثوذكسية المشرقية مع رفض أعضائها قبول مقررات المجمع الخلقيدوني، ورغم هذا فإن الانقسام النهائي الإدراي لم يتم حتى العام 518 عندما عزل بطريرك أنطاكية ساويريوس لكونه من أصحاب الطبيعة الواحدة، في مجمع محلي عقد في القسطنطينية، أعقبه رفض البطريرك لهذا القرار وانتقاله إلى مصر حيث أدار جزءًا من الكنيسة في حين أدار بطريرك خليقدوني القسم الآخر منها، وما حصل في أنطاكية حصل أيضًا في الإسكندرية.

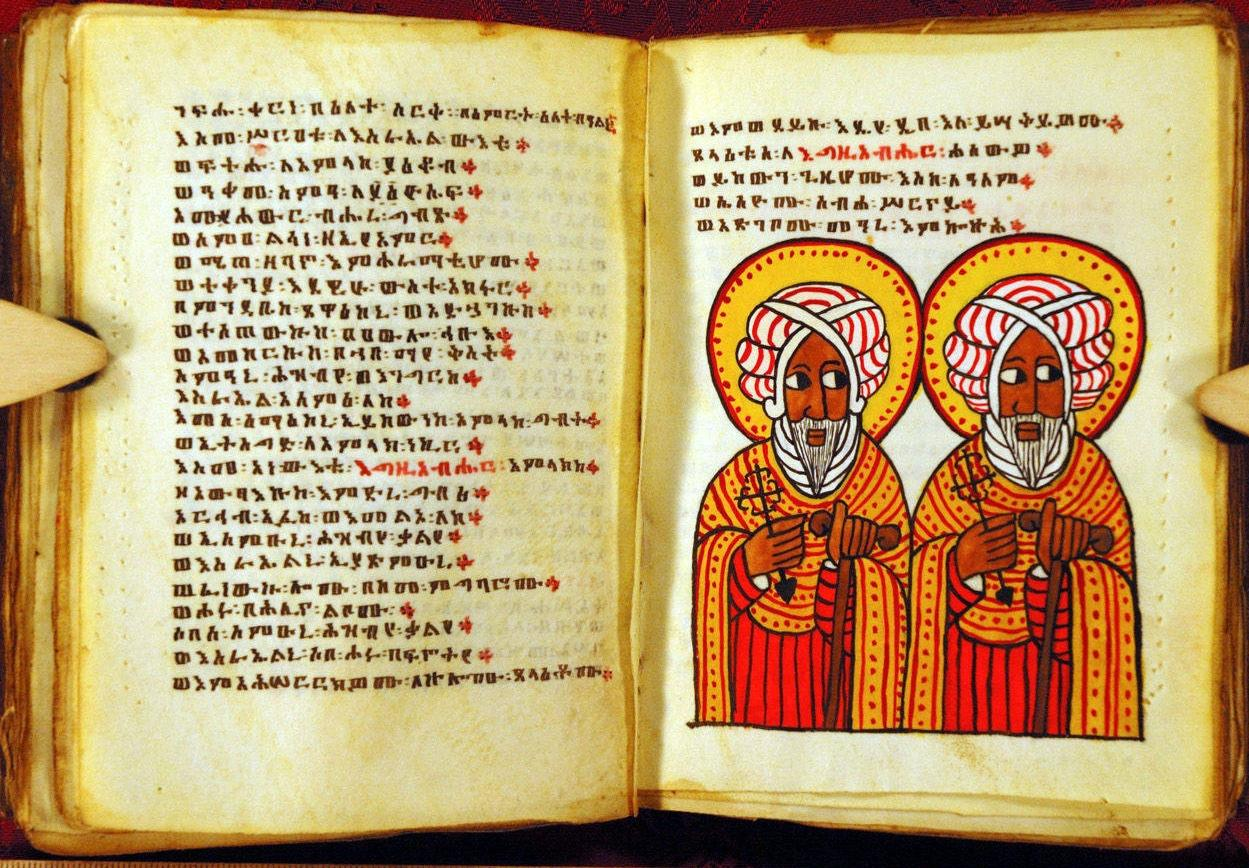
نسخة من الكتاب المقدس في اللغة الأمهرية.

شكّل أصحاب الطبيعة الواحدة أو المونوفيزيون قاعدة شعبية كبيرة في مصر، الحبشة، أرمينيا والتي تعد أول بلد اعتمد المسيحية كدين للدولة، وهو حدث يؤرخ تقليدياً في عام 301 م. وبدرجة أقل في سوريا، وعانوا من شتى أنواع الاضطهاد على يد الإمبراطورية البيزنطية لكن الاضطهاد لم يأت بالثمار المرجوة بل عمّق الشرخ الحاصل في الإمبراطورية بين الفئتين، ولم يحسم الأباطرة الرومان موقفهم من المجمع إذ توالى على العرش عدد من الأباطرة الذين وقفوا إلى جانب مجمع خلقيدونية وآخرون وقفوا ضده، وهؤلاء الأباطرة قادوا اضطهادات ضد الخليقدونيين في الإمبراطورية؛ حاول الإمبراطور جستنيان الأول توحيد الطرفين وعقد مجمع القسطنطينية الثاني سنة 553 في سبيل ذلك، لكنه فشل بل اتجهت الأمور نحو الأسوأ مع تدخل الإمبراطورية الفارسية التي استطاعت أوائل القرن السابع فتح سوريا والعراق، وتبنت في مجمع قسطيفون الطبيعة الواحدة مذهبًا لها. ارتبطت أيضًا بعض الكنائس المسيحية الشرقية في السياسية، فمثلًا حصلت كل من سلالة السليمانيون في إثيوبيا وأسرة بجرتيوني في جورجيا على الشرعية من كنيسة التوحيد الأرثوذكسية الإثيوبية والكنيسة الجورجية الرسولية الأرثوذكسية، باعتبارهم من سلالة الملك داود وسليمان، فأرتبطت الكنيسة والدولة ارتباطًا وثيقًا في كل من إثيوبيا وجورجيا.

### الإنتشار في شبه الجزيرة الهندية

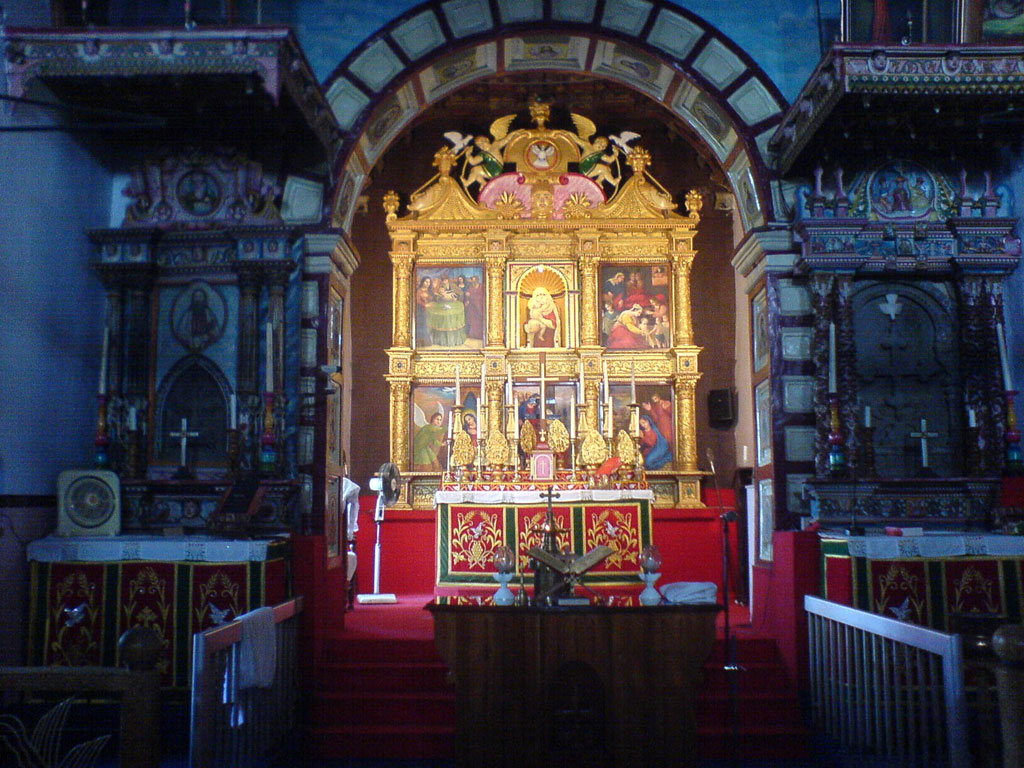
مذبح كنيسة القديس توما للسريان الملبار الكاثوليك بمالاياتور بكيرالا.

بحسب التقليد السرياني في الهند فإن المسيحية وصلت هناك عن طريق نشاط توما، أحد تلامذة المسيح الإثنا عشر، حيث قام بناء سبع كنائس خلال فترة تواجده هناك. غير أن أقدم ذكر لهذا التقليد يعود إلى القرن السادس عشر. وبحسب كتاب أعمال توما الذي كتب بالرها بأوائل القرن الثالث فقد ذهب توما إلى منطقة نفوذ الملك الفارثي جندفارس الواقعة في باكستان حاليًا. بينما يصف عدة كتاب ومؤرخون مسيحيون توما الرسول برسول الهنود. وهو السبب الذي سمي به مسيحيو جنوب غرب الهند بمسيحيي القديس توما. ذكر عدة رحالة في العصور الوسطى تواجد قبر توما الرسول بالقرب من مدينة قويلون (كولام حاليًا) والذي أضحى مركز حج في المنطقة. ومن الملاحظ أن عدة رحالة ذكروا كذلك وجود أماكن أخرى مرتبطة بتوما الرسول في سومطرة وهو ما يرى على أنه دليل على نشاط لكنيسة المشرق في تلك الأنحاء. ويفسر المؤرخون كون الهند جزءًا من كرسي قطيسفون البطريركي دليلاً قويًا على عدم صحة تقليد تبشير الرسول توما بها.
من الآثار القليلة المتبقية التي تشهد على التواجد التجاري لمسيحيين سريان مشارقة في الهند مجموعة من الصفائح النحاسية المسكوكة من قبل ملك هندي محلي يهب خلالها تاجر مسيحي يدعى سبريشوع قطعة أرض ليبني عليها قرية وكنيسة. وتذكر صفيحة أخرى إرشادات بالسماح للمسيحيين بركوب الفيلة وهو ما كان محصورًا بالطبقة العليا في المجتمع الهندي. بينما تحوي الثالثة على اتفاق بوضع نقابة تجار يهود تحت حماية نقابة للمسيحيين وتحوي تواقيع الشهود باللغات العربية والفهلوية والعبرية. وقد انتمى مسيحيي القديس توما إلى الطبقة العليا في المجتمع الهندي، فاحتفظوا بثقافتهم الهندية بجانب ديانتهم المسيحية المتأثرة بشدة بالتقاليد المسيحية السريانية، فاستمرت المسيحية بها بعد اختفائها في معظم أنحاء آسيا.

## العصور الوسطى

### العصور الوسطى المبكرة (599إلى799)

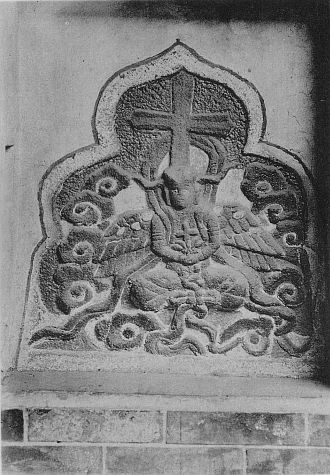
شاهد قبر لأحد أفراد كنيسة المشرق في غوانغزهو جنوب شرق الصين.

مع ظهور الإسلام وبداية الفتوحات الإسلامية في القرن السابع سقطت ثلاثة مراكز مسيحية شرقية وهي الإسكندرية، أنطاكية والقدس على ايدي المسلمين وتحول مركز العالم المسيحي بين القسطنطينية وروما، تحول المسيحيين إلى رعايا تحت الحكم الإسلامي وكأهل ذمة، ومع أدى انتصار العباسيين وتحول مركز الخلافة إلى بغداد إلى تقارب بين الخلفاء وبطاركة كنيسة المشرق. فأصبح بطريرك كنيسة المشرق القاطن في بغداد ممثلا عن جميع المسيحيين ضمن الدولة العباسية على اختلاف مذاهبهم. غير أن فترة العباسيين شهدت كذلك اضطهادات متفرقة عادة ما تزامنت مع فترات الحروب ضد البيزنطيين. كان أشدها في عهد الخلفاء المهدي وهارون الرشيد والمأمون ما أدى إلى حدوث هجرات كبيرة لمسيحيي العراق إلى سواحل البحر الأسود الجنوبية وخاصة مدينة سينوبي حيث استقبلهم الإمبراطور ثيوفيلوس. خلال الخلافة العباسية نشط السريان في الترجمة من اليونانية إلى السريانية ومن ثم للعربية حيث كان معظم المترجمين في بيت الحكمة من اليعاقبة والنساطرة وقد برزوا أيضا بالطب والعلوم والرياضيات والفيزياء فاعتمد عليهم الخلفاء، ومن أبرز العلماء والأطباء في تلك الفترة أسرة بختيشوع الذين خدموا كأطباء للخلفاء العباسيين، يوحنا بن ماسويه مدير مشفى دمشق خلال خلافة هارون الرشيد، حنين بن إسحاق المسؤول عن بيت الحكمة وديوان الترجمة وابنه إسحاق بن حنين، وحبيش بن الأعسم وغيرهم. وأصبحت بغداد عند إنشأها مركزا لكنيسة المشرق وكان بطاركتها غالبا ما ينادمون الخلفاء العباسيون. عرفت كنيسة المشرق أو كنيسة فارس والكنيسة النسطورية والتي نشأت ضمن الإمبراطورية الساسانية ازدهار وانتشار إذ انتشرت في معظم أنحاء آسيا. وصلت أوج قوتها بين القرنين التاسع والرابع عشر حيث كانت حينئذ أكبر كنيسة انتشارا جغرافيا ممتدة من مصر إلى البحر الأصفر شرقًا كما شملت بالإضافة إلى السريان المشارقة الذين احتفظوا بالبطريركية تقليديا الملايين من الفرس والترك والمغول والهنود والصينيون. غير أن فترة الازدهار هذه بدأت بالانحسار بوهن الدولة العباسية وانتهت بسقوط بغداد سنة 1258 وسيطرة القبائل المنغولية والتركية على المنطقة.

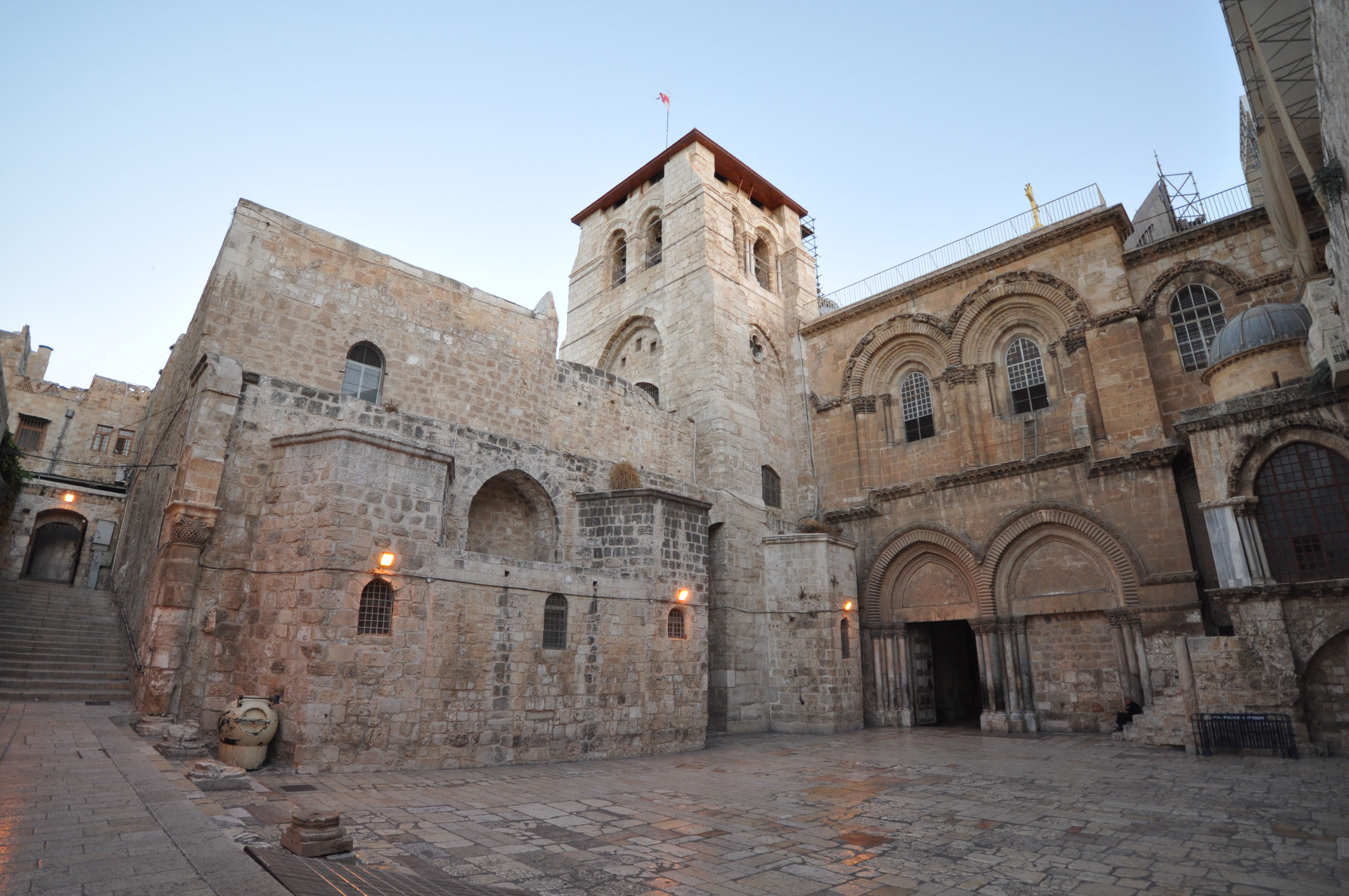
كنيسة القيامة في مدينة القدس وهي أقدس المواقع المسيحية. أُحرقت خِلال العهد الفاطميّ وأُعيد بنائها لاحقًا.

عقب الفتوحات الإسلامية فرضت على مسيحيي الخلافة الإسلامية ضريبتا الجزية والخراج وأعفوا من الالتحاق بالجيوش الإسلامية، غير أنهم منعوا من نشر المسيحية داخل أراضي الدول الإسلامية. اتسمت هذه الفترة عموما بالتسامح الديني ما خلا فترات حكم بعض الخلفاء مثل عمر بن عبد العزيز الذي فرض ضرائب طائلة على المسيحيين وسن عليهم قيودًا في الملبس والتنقل. وفي معركة عمورية حُشر أهل عمورية في كنيسة لهم هائلة ففتحها الجيش الإسلامي قسرا وقتلوا من فيها وأحرقوا عليهم باب الكنيسة فاحترقت ومات جميع من كان فيها.
خلال عصر القوة والازدهار العباسي كانت العلاقة بين الدولة ومواطنيها غير المسلمين تصنف على أنها في أحسن الأوضاع خصوصًا خلال خلافتي المنصور والرشيد، وقد جاء في «المنتجب العاني» لمؤلفه أسعد علي أن الخلفاء كانوا يحتلفون بالأعياد المسيحية كعيد الميلاد وأحد الشعانين حتى في قصر الخليفة، فيضع الخليفة وحاشيته أكللة من زيتون ويرتدون الملابس الفاخرة، وقد بنيت في بغداد كاتدرائيتان مع تشييد المدينة. كان للمسيحيين خاصًة السريان من يعاقبة ونساطرة دور مهم في الترجمة والعلوم والطب.
القسم الأكبر من هذا التعايش تبخر خلال عصور الانحطاط، فهدمت الكنائس ومنع أبناء هذه الأديان من ركوب الخيل ومزاولة بعض الأنشطة التجارية والاقتصادية أو الإقامة في دور مرتفعة، في عهد الخليفة العباسي المتوكل على الله أمر بهدم جميع الكنائس في العراق ومناطق أخرى وكذلك الكنس اليهودية مع وضع شارات معينة على لباس المسيحيين واليهود ومنعهم من ركوب الخيل، وعلى الرغم من دعواته المتلاحقة للعمل بالشريعة الإسلامية إلا أن ما أقدم عليه يتنافى مع قواعدها، حيث كفل نظام أهل الذمة الإسلامي حقوقًا وكرامة أوسع لليهود والمسيحيين. كما أن المسيحيين عوملوا كرعايا من الدرجة الثانية وأخذ السلاطين والولاة يستبدون بهم وكان البدو يقتحمون الكنائس والأديرة لسلبها على ما يذكر المؤرخ ابن بطريق والمسعودي وغيرهما. كانت إحدى نتائج ذلك، هجرة المسيحيين الذين رفضوا اعتناق الإسلام من المدن نحو الجبال، وهكذا أخذ الموارنة بالنزوح من وادي العاصي باتجاه جبال لبنان العصيّة، وكذلك سجلت حركات هجرة مسيحية نحو طور عابدين وماردين وغيرها من الأماكن المنعزلة. عمومًا لا يمكن أن يفهم أن الاضطهادات كانت مستمرة، إذ كانت تخف وتيرتها بين الفنية والأخرى؛ وقد شملت جميع الأقليات الدينية وفي بعض الأحيان حتى الإسلامية منها. يذكر أنه عندما دخل هولاكو بغداد أمر بعدم التعرض للمسيحيين لكون زوجته مسيحية ومن أتباع كنيسة المشرق الآشورية، وأمر ببناء كاتدرائية في بغداد.
تسامح الخُلفاء الفاطميين الأوائل مع أهل الكِتاب، قيل بأنَّهم كانوا يُشجعون إقامة الكنائس والبيع والأديار، بل ربما تولوا إقامتها بأنفسهم أحيانًا. تغيَّر وضعُ اليهود والنصارى مع تولّي الحاكم بأمر الله شؤون الخِلافة، فقسا عليهم في المُعاملة، ويُحتمل أن يكون ذلك بسبب ضغط المُسلمين بعامَّةً الذين ساءهم أن يتقرَّب الخُلفاء من غير المُسلمين ويُعينوهم في المناصب العُليا، فأصدر الحاكم أمرًا ألزم أهل الذمَّة بلبس الغيار، وبوضع زنانير مُلوَّنة مُعظمها أسود، حول أوساطهم، ولبس العمائم السود على رؤوسهم، وتلفيعات سوداء، وذلك لتمييزهم على المُسلمين. وفي وقتٍ لاحق منعهم من الاحتفال بأعيادهم، وأمر بهدم بعض كنائس القاهرة، كما صدر سجل بهدم كنيسة القيامة في بيت المقدس. وكان هدم كنيسة القيامة أقدس المواقع المسيحية على الأطلاق أحد الأسباب الرئيسية لنشوء الحملات الصليبية.

### المسيحية الشرقية بين المغول

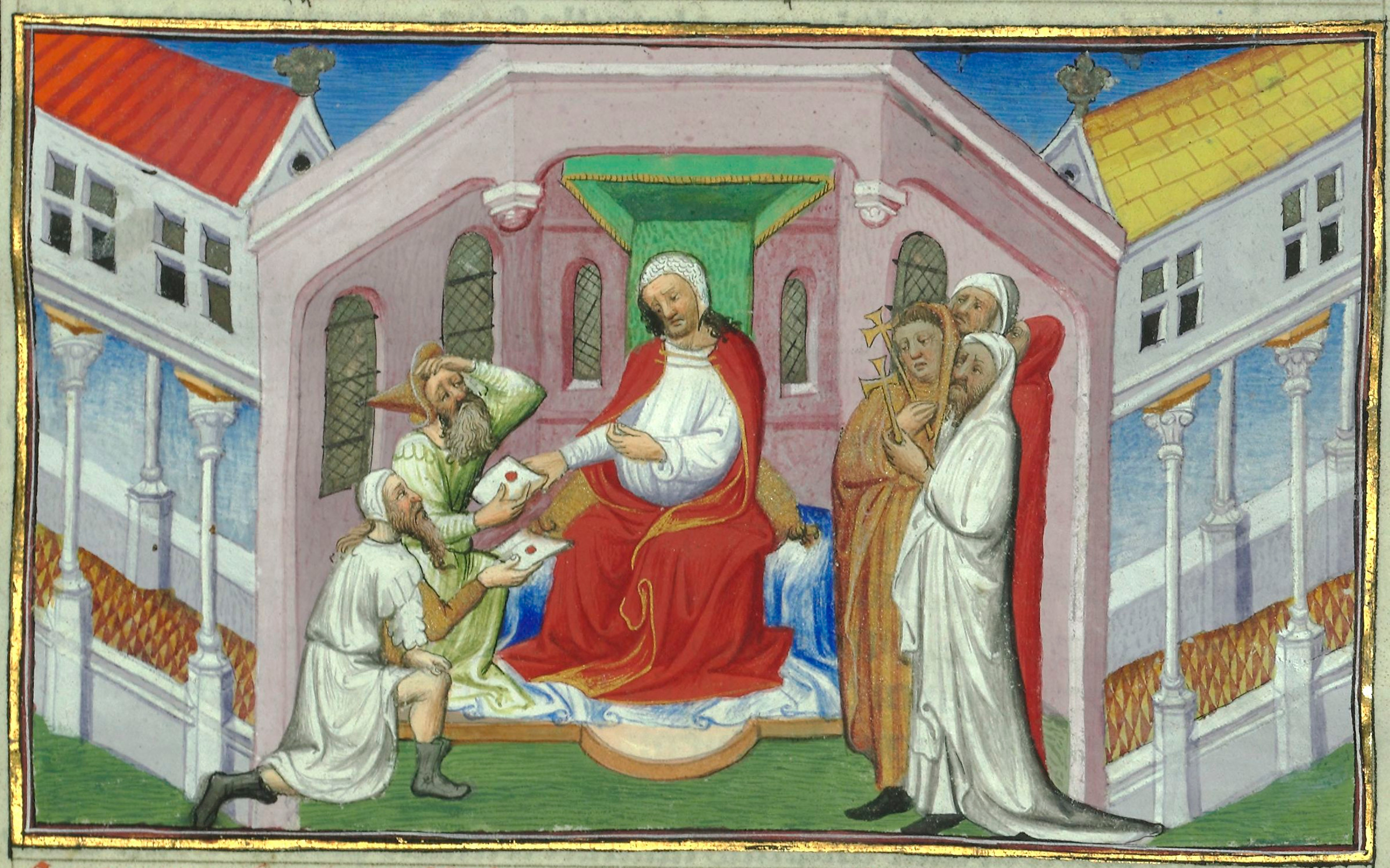
وانغ خان أحد القرايتيين المسيحيين التابعين لجنكيز خان مصورا على هيئة الكاهن يوحنا الأسطوري.

قام البطريرك صليبا (714-728) بتنظيم الوجود المسيحي في وسط وشرق آسيا بأن أسس مطرانيات في هرات وسمرقند والصين. ومن الملاحظ كذلك أن التقسيم الإداري للكنيسة في أسيا الوسطى كان فضفاضًا وقليل التنظيم ويعود السبب في ذلك إلى الكثافة السكانية المنخفضة للغاية واتساع مساحة الولايات البطريركية. ازدادت العناصر التركية في أسيا الوسطى على حساب الصوغديين على أثر هجرة الويغور غربا ابتداءً من القرن التاسع. كما انتشرت المسيحية بشكل سريع بين هذه الأقوام التركية فضمت مملكة غاوتشونغ (قارا خوجا) بشرق الصين عددًا لا بأس به من المسيحيين الذين تركوا مؤلفات جلها مكتوب بالتركية العتيقة والصوغدية. بحسب ابن العبري اعتنق القيرايتيين المنغوليين المسيحية بعد أن أنقذت رؤية القديس سرجيوس حياة أحد زعمائهم، حيث دعا هذا مطران مرو إلى إرسال كهنة لتعميد شعبه حوالي سنة 1012. كما وافق البطريرك يوحنا السادس على تعديل الطقوس الدينية بين المنغول بحيث تتماشى مع تقاليدهم، فتم استبدال الخمر بحليب الفرس. شهد القرن الحادي عشر تحول قبائل منغولية أخرى إلى المسيحية كالنيمانيين والقيتان الذين انتقلوا غربًا وأسسوا إمارة القرا خيتاي التي أصبحت المسيحية إحدى دياناتها الرسمية. وكانت هناك مطرانيتين رئيسيتين لكنيسة المشرق في بلاد ما وراء النهر وتركستان بألمالق وكشغار أسسها البطريرك إيليا الثالث (1176-1190) وأخرى بين القارلوق في بيشبك.

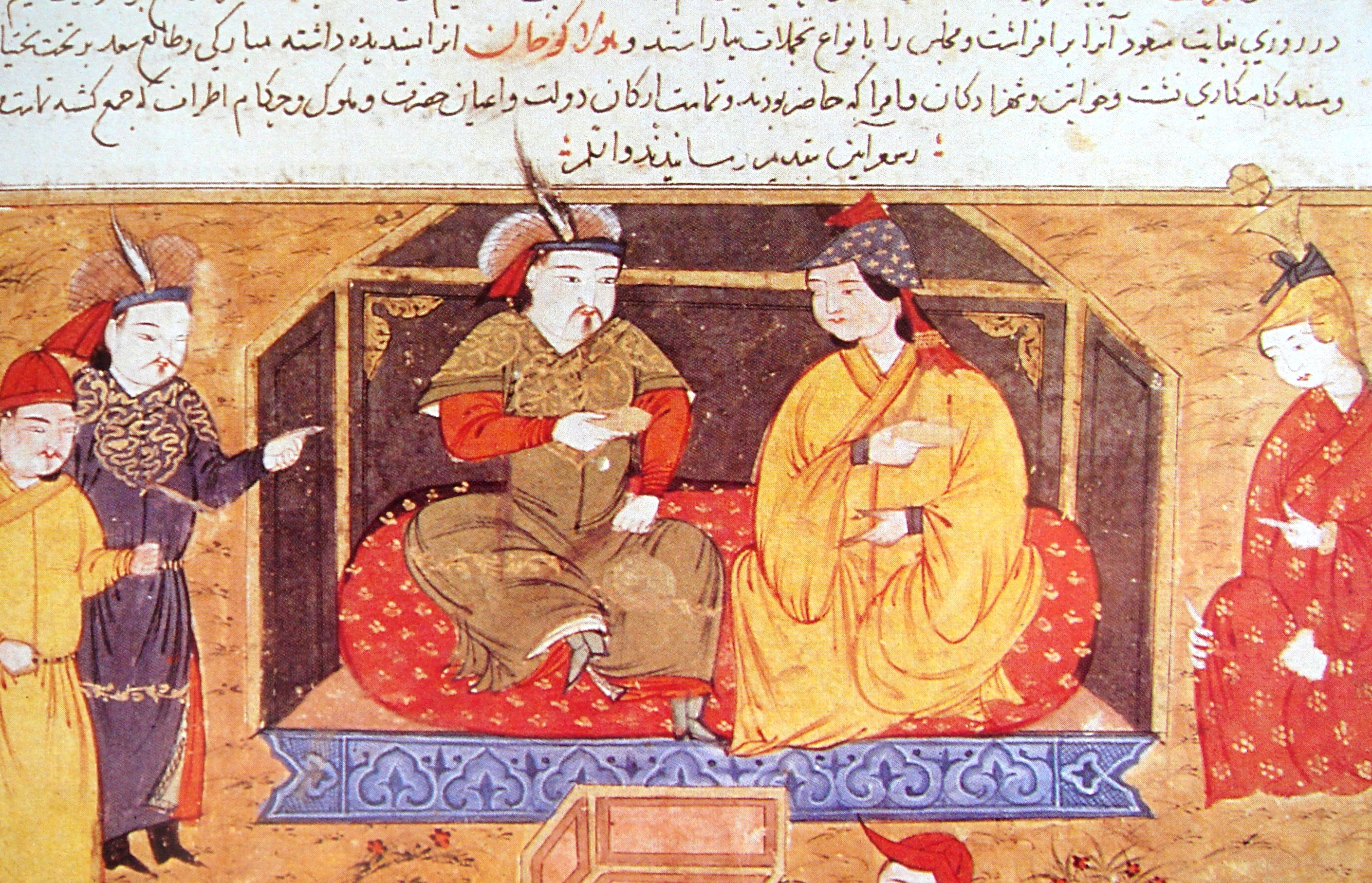
هولاكو حفيد جنكيز خان ومؤسس إمبراطورية المغول ويجلس مع زوجته المسيحية الملكة دقز خاتون.

أعتنق بعض المنغوليين المسيحية، لعل أبرزهم قبائل الأونغوت التي استوطنت المنطقة الواقعة شمال النهر الأصفر. وبسبب تحالفهم مع جنكيز خان خلال معاركه مع النيمانيين (الذين اعتنقوا المسيحية كذلك) تمكنوا من الوصول لمراكز قيادية مرموقة وتأسيس مملكة في منغوليا الداخلية. ورسخ أحد ملوكهم هذا التحالف بأن تزوج بإحدى حفيدات قوبلاي خان. لم تكن هذه التحالفات ضمانة للمسيحيين في آسيا الوسطى، فحين اجتاح المغول الدولة الخوارزمية سنة 1220 قاموا بقتل جل مسيحيي المدن الكبرى كسمرقند وبخارى ومرو بدون تمييز. وهو الأمر الذي جعل الأوربيون يترددون في الدخول في حلف معهم. على أن المنغول عرفوا فيما بعد بسياسة التسامح مع جميع الديانات بمجرد أن ثبتوا سلطتهم في آسيا الوسطى وفارس.
بعد سقوط بغداد سنة 1258 أصبح للمنغول حدود مشتركة مع الصليبيين ما شجع بابا روما إلى إرسال رهبان فرنسيسكان إلى آسيا الوسطى في محاولة لتحويل المنغول للكثلكة في ظل الحرية الدينية التي تمتعت بها الإمبراطورية المنغولية. وقد تباين الكاثوليك في وصف المنغول المسيحيين، فبحسب وليم الروبروكي كان أتباع كنيسة المشرق من المتعلمين الذين اتقنوا السريانية غالبًا وعمد أساقفتهم أحيانًا إلى وسم كهنة أطفال بسبب ندرة وصول هؤولاء الأساقفة إلى مناطقهم. وينتقد وليم كذلك بعض الكهنة الذين اتخذوا أكثر من زوجة وأدمنوا على الشرب. وربط ماركو بولو بين أمراء المنغول المسيحيين والكاهن يوحنا الذي انتشرت أسطورته في أوروبا حينها. استمرت كنيسة المشرق بالاتساع في آسيا بنهاية القرن الثالث عشر في ظل يهبلاها الثالث أول بطريرك من آسيا الوسطى. غير أن الإيلخانيين انقلبوا على المسيحيين في عهد أولجايتو. وأدى الاضطهاد الشديد على المسيحية في العراق وبلاد فارس إلى انهيارها في آسيا الوسطى. وعمل تيمورلنك في حملاته إلى استهداف المسيحيين منهيًا بذلك وجود كنيسة المشرق بشكل نهائي في آسيا الوسطى.

### العصور الوسطى المتأخرة (800إلى1299)

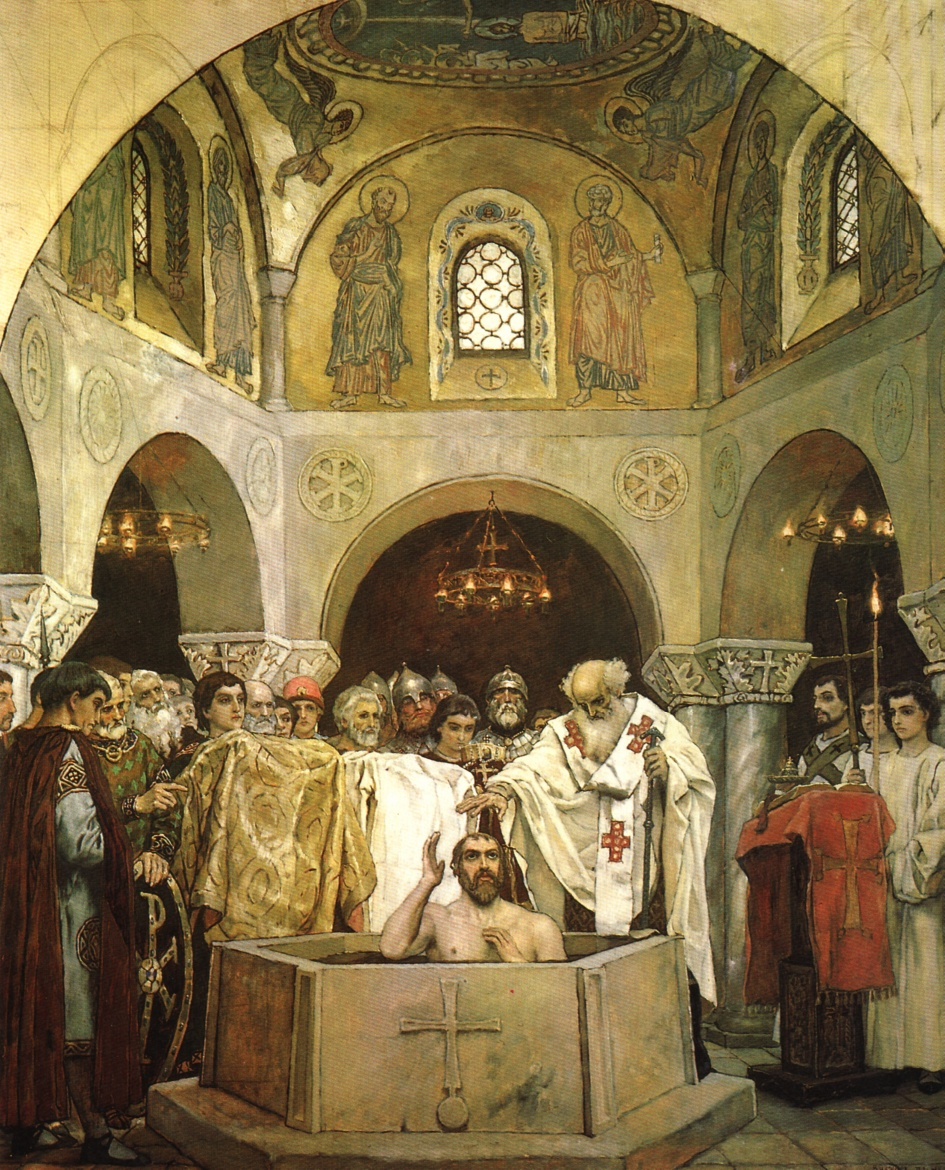
معمودية كيفانس، أصبحت روسيا أكبر دولة أرثوذكسية في العالم.

عاشت إمبراطورية بيزنطية عصرها الذهبي خاصًة تحت حكم الأسرة المقدونية حيث دعي عصرهم بعصر النهضة المقدونية ففي عهدهم مرت الامبراطورية البيزنطية نهضة ثقافية وعلمية وكانت القسطنطينية في عهدهم المدينة الرائدة في العالم المسيحي من حيث الحجم والثراء والثقافة. فقد كان هناك نمو كبير في مجال التعليم والتعلم ممثلة بجامعة القسطنطينية ومكتبة القسطنطينية وجرى الحفاظ على النصوص القديمة وإعادة نسخها. كما ازدهر الفن البيزنطي وانتشرت الفسيفساء الرائعة في تزيين العديد من الكنائس الجديدة، وفي عصر الكومنينيون تجدد الاهتمام بالفلسفة الإغريقية الكلاسيكية، بالإضافة إلى تزايد الناتج الأدبي باليونانية العامية. احتل الأدب والفن البيزنطيان مكانة بارزة في أوروبا، حيث كان التأثير الثقافي للفن البيزنطي على الغرب خلال هذه الفترة هائلًا وذو أهمية طويلة الأمد. كما شمل العهد المقدوني أحداثًا ذات أهمية دينية. كان تنصير الشعوب السلافية مثل البلغار والصرب والروس إلى المسيحية الأرثوذكسية بصفة دائمة قد غير الخريطة الدينية لأوروبا ولا يزال صداه حتى يومنا هذا. قام كيرلس وميثوديوس وهما أخوان يونانيان بيزنطيان من ثيسالونيكي قد ساهما بشكل كبير جدًا في تنصير السلافيين والعملية التي طورت الأبجدية الغلاغوليتية، والتي هي سابقة كيريلية. وصلت العلاقات بين التقاليد الغربية والشرقية ضمن الكنيسة المسيحية في 1054 أزمة نهائية، وعرفت باسم الانشقاق العظيم. رغم وجود إعلان رسمي بالفصل المؤسساتي، إلا أنه وفي 16 يوليو، عندما دخل ثلاثة مفوضين بابويين حاجيا صوفيا خلال طقس القربان المقدس الإلهي بعد ظهر يوم سبت ووضعوا ثور الحرمان على المذبح،  كان الانشقاق العظيم نتيجة عقود من الانفصال التدريجي.

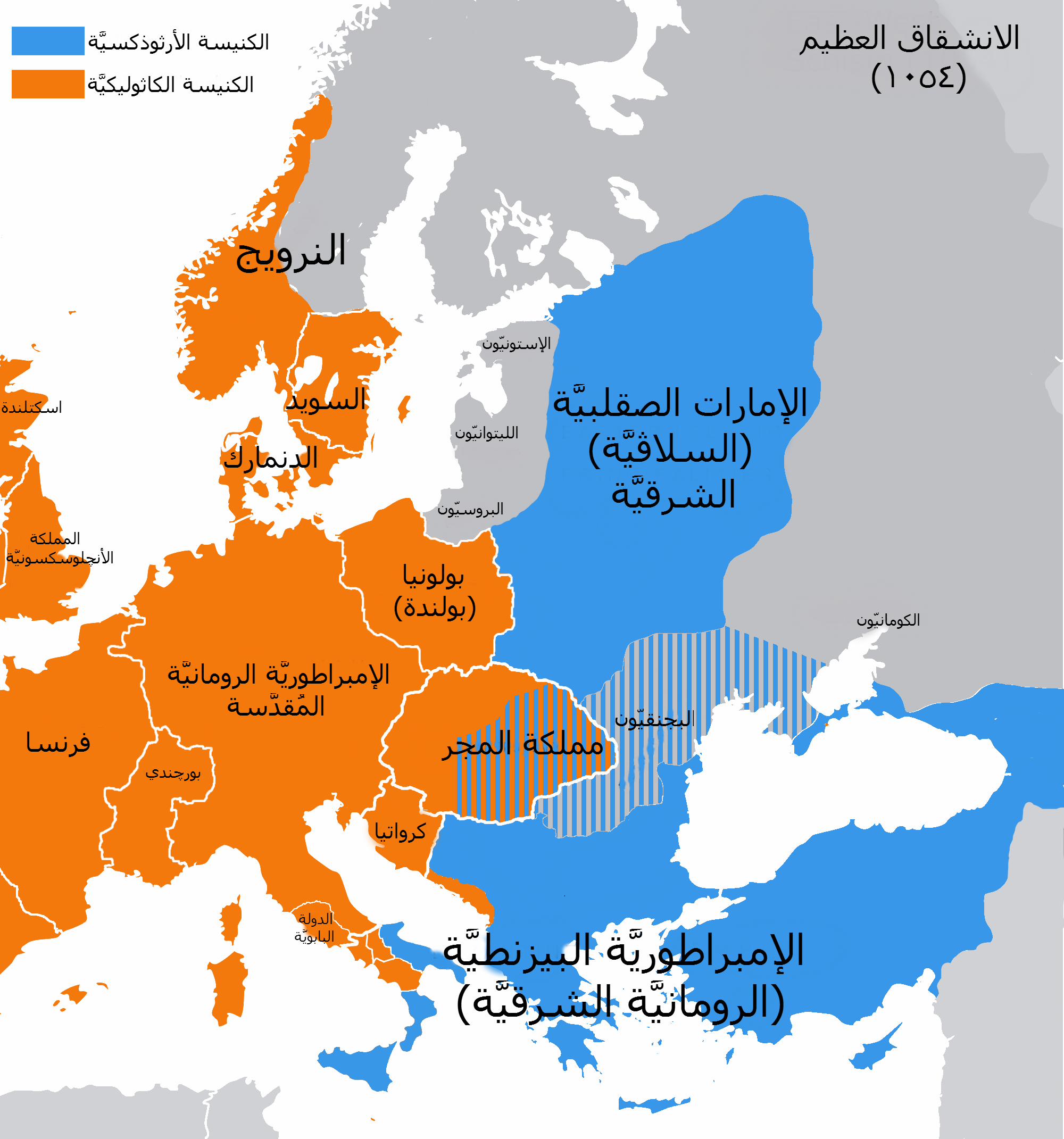
خريطة تظهر مناطق انتشار الأرثوذكسية والكاثوليكية في أوروبا عام 1054.

في عام 988 دخلت المسيحية بلاد روس وانتشرت وفق المذهب الأرثوذكسي، حيث أعتنق الأمير فلاديمير الأول المسيحية، وكان السلاف الشرقيون في ذلك الوقت يعبدون القوى الطبيعية. ولكن فلاديمير جعل المسيحية الدين الرسمي للدولة، ومن ثم إعتنقها الكثير من أهل دولته. وقد أصبح فلاديمير فيما بعد قديسًا للكنيسة الأرثوذكسية الروسية، وأصبحت الأخيرة والدولة مرتبطة دائما ارتباطا وثيقا. اعتبر الروس الأرثوذكس موسكو بأنها روما الثالثة بعد القسطنطينية روما الثانية وبأنها آخر حصن للعقيدة الأرثوذكسية الحقة، وهكذا في عام 1589 نال رئيس الكنيسة الروسية لقب بطريرك واضعا نفسه بمرتبة بطاركة القسطنطينية، الإسكندرية، أنطاكية وأورشليم.
وقع عام 1054 الانشقاق العظيم عندما أعلنت بطريركية القسطنطينية انفصالها عن روما في أعقاب وفاة البابا ليون التاسع، إن هذه الانقسامات وإن كانت ذات بعد ديني لكن لا تغيب عنها الدوافع السياسية والاقتصادية. وتأزمت العلاقات بين الكنائس المسيحية الشرقية والغربية مع بداية الحملات الصليبية بين الاعوام 1096 و1291 خاصًة خلال الحملة الصليبية الرابعة واحتلال الصليبيين مدينة القسطنطينية عاصمة الامبراطورية البيزنطية، وتأسيس الإمبراطورية اللاتينية وهي دولة صليبية أسسها القادة اللاتين بعد استيلائهم علي القسطنطينية سنة 1204. لم تستطع الإمبراطورية اللاتينية فرض سيطرتها السياسية والاقتصادية علي القوي اللاتينية المحيطة بها والتي قامت علي حسباب الحكم البيزنطي السابق. وفي سنة 1261 قضي الإمبراطور البيزنطي ميخائيل الثامن باليولوج علي الإمبراطورية اللاتينية، وفر آخر آباطرة اللاتين إلي المنفي.

## الكنائس الشرقية حتى القرن العشرين (1453إلى1917)

### سقوط القسطنطينية

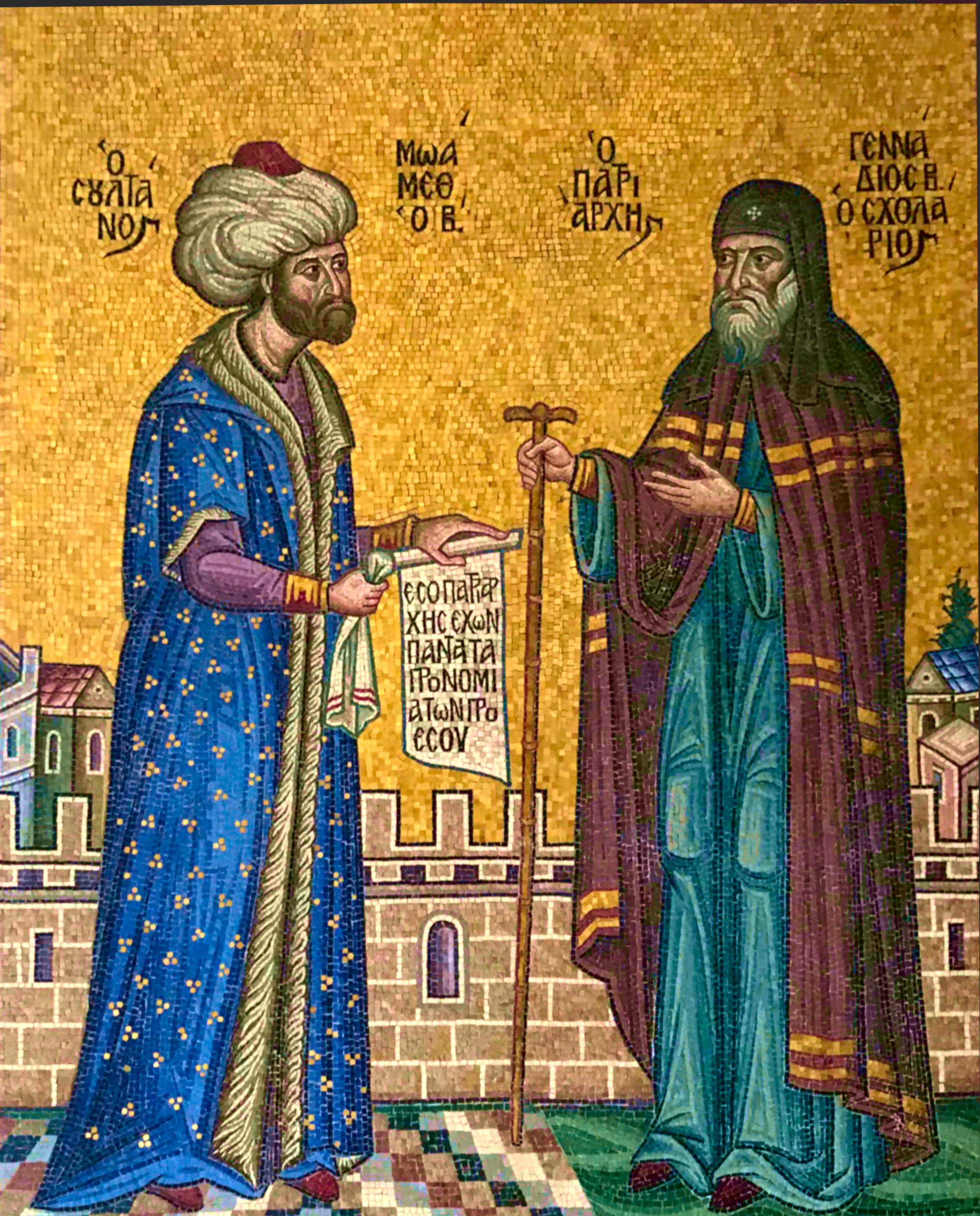
السلطان محمد الثاني مع البطريرك جورجيوس سكولاريوس بعد سقوط القسطنطينية.

استطاعت الدولة العثمانية فتح القسطنطينية سنة 1453 وسقطت الإمبراطورية البيزنطية، وتحول ثقل الكنيسة الأرثوذكسية إلى روسيا، سمح العثمانيون لليهود والمسيحيين أن يمارسوا شعائرهم الدينية بحرية تحت حماية الدولة، وفقًا لما تنص عليه الشريعة الإسلامية، وبهذا فإن أهل الكتاب من غير المسلمين كانوا يعتبرون رعايا عثمانيين لكن دون أن يُطبق عليهم قانون الدولة، أي أحكام الشريعة الإسلامية، وفرض العثمانيون، كجميع الدول الإسلامية من قبلهم، الجزية على الرعايا غير المسلمين مقابل إعفائهم من الخدمة في الجيش. كانت الملّة الأرثوذكسية أكبر الملل غير الإسلامية في الدولة العثمانية، وقد انقسم أتباعها إلى عدّة كنائس أبرزها كنيسة الروم، والأرمن، والأقباط، والبلغار، والصرب، والسريان، وكانت هذه الكنائس تُطبق قانون جستنيان في مسائل الأحوال الشخصية. خصّ العثمانيون المسيحيين الأرثوذكس بعدد من الامتيازات في مجاليّ السياسة والتجارة، وكانت هذه في بعض الأحيان بسبب ولاء الأرثوذكسيين للدولة العثمانية.
عقب سقوط القسطنطينية عمل الجنود العُثمانيّون على استباحتها طيلة ثلاثة أيَّام كما كانت العادة الرائجة في ذلك الزمان، أي يُسمح للجنود بالحصول على ما تيسّر من غنائم بوصفها غنائم حرب، فساد السلب والنهب في المدينة واعتصم بعض السكان بالكنائس فرارًا من بطش الجنود العثمانيين، وقتلت الآلاف من المسيحيين حتى بعد توقف كل محاولات الدفاع عن المدينة، وأسر الجنود العثمانيين كل بالغ يُنتفع به في العمل غنيمة، واغتصبوا النساء؛ حتى الراهبات منهن تم اغتصابهن. ويروي المؤرخ البريطاني فيليپ مانسيل أنَّ العساكر العُثمانيَّة اقتحمت الكنائس وفرَّقت الناس بين قتيلٍ وأسيرٍ بيع في السوق كعبد، كما قدَّر عدد القتلى من المدنيين بالآلاف وعدد من تمَّ استعبادهم أو تهجيرهم بحوالي  30,000. كانت الخسائر البشرية كبيرة بحيث يصف نقولا باربادو الدماء في المدينة: «كمياه الأمطار في المزاريب بعد عاصفة مفاجئة» ويصف جثث العثمانيين والمسيحيين في البحر «كالبطيخ على طول القناة».

### أوضاع المسيحيين في الدولة العثمانية
ظهرت في القرن السابع عشر نفوذ يونان الفنار وهم أبناء عائلات يونانية ارستقراطية سكنت في حي الفنار في مدينة إسطنبول، وحي الفنار هو مركز بطريركية القسطنطينية المسكونية، أي مركز الأرثوذكسية الشرقية. كان لهذه العائلات نفوذ سياسي داخل الدولة العثمانية ونفوذ ديني في تعيين البطريرك، الزعيم المسيحي في الدولة العثمانية. عائلات حي الفنار كانت عائلات يونانية فارتبطت بالحضارة الهلنستية والحضارة الغربية فشكلت الطبقة المتعلمة والمثقفة في الدولة العثمانية مما افسح لها نقوذ سياسي وثقافي. اشتغل افراد هذه العائلات في التجارة والصيرفة وفي السياسة والتعليم، وينتمي غالبيتهم إلى عائلات من اصول النبلاء البيزنطيين. كان المسيحيين خاصة الارمن واليونانيين عماد النخبة المثقفة والثرية في عهد الدولة العثمانية، وكانوا أكثر الجماعات الدينية تعليمًا، ولعبوا أدوارًا في تطوير العلم والتعليم واللغة والحياة الثقافية والاقتصادية. وسيطر اليونانيين على كل من بطريركية أنطاكية وبطريركية القدس.
خلال القرن التاسع عشر تحسنت أوضاع الملّة الأرمنيّة الأرثوذكسيّة لتُصبح أكثر طوائف الدولة العثمانية تنظيمًا وثراءً وتعليمًا، وعاشت النخبة من الأرمن في عاصمة الدولة العثمانية حيث تميزوا بالغناء الفاحش وعلى وجه الخصوص العائلات الكبيرة المعروفة آنذاك كعائلة دوزيان وباليان ودادايان حيث كان لهم نفوذ اقتصادي كبير في الدولة. إلى جانب الاستفادة من تطور بنية المدراس الأرمنية التابعة للكنيسة عمل الأرمن في التجارة والمهن الحرة مما أدى إلى تحسن أوضاعهم الاجتماعية، وظهر أشخاص شغلوا مناصب هامة مثل المُحسن ورجل الأعمال كالوست كولبنكيان الذي لعب دورًا رئيسيًا في جعل احتياطي النفط في الشرق الأوسط متاحًا للتنمية الغربية.

### أوضاع المسيحيين في الدولة الصفوية

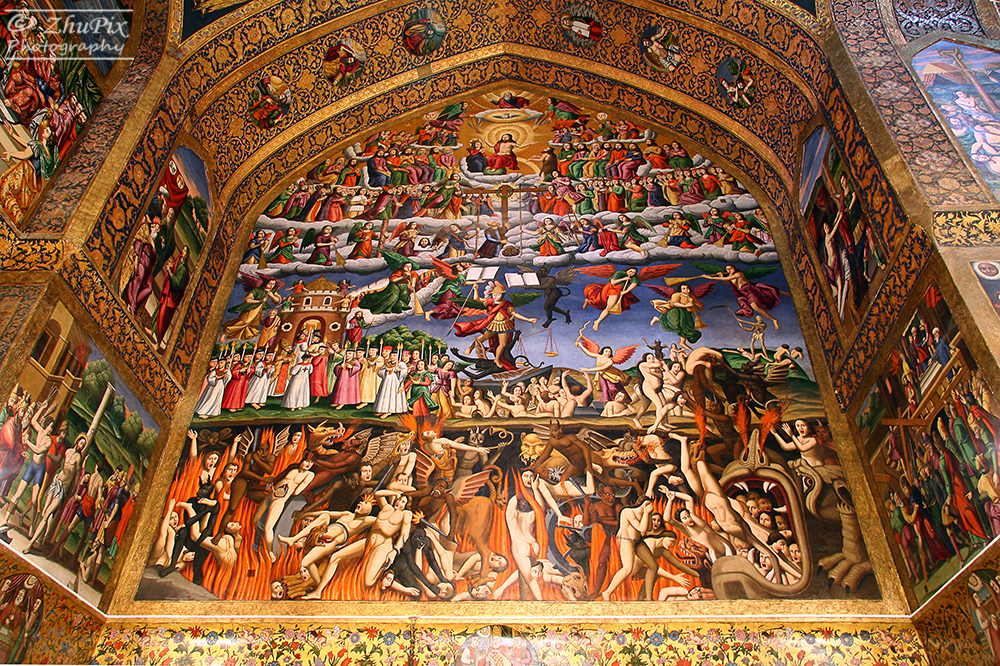
كاتدرائية فانك؛ في حي جلفا المسيحي في مدينة أصفهان؛ إيران.

ي عام 1606 أنشئ الحي الأرمني بواسطة مرسوم من الشاه عباس الأول، وهو شاه بارز من السلالة الصفوية. قدم إلى الحي أكثر من 150,000 من الأرمن إلى جولفا من ناخيتشيفان. وقد جاء الأرمن إلى بلاد فارس فارين من الاضطهادات في الدولة العثمانية؛ في حين وفقًا لإدعاءات أوروبية وأرمنية تقول أن السكان الأرمن تم نقلهم بالقوة في 1604 إلى أصفهان من قبل الشاه عباس الأول. على الرغم من اختلاف أسباب قدوم الأرمن إلا أنّ جميع الإدعاءات تتفق أن الأرمن من سكان جولفا ازدهرت على أيديهم التجارة خاصًة تجارة الحرير الخاصة بهم، وعمل الأرمن في أصفهان كتجار أغنياء، ولهم دور بارز في تطوير الصناعات الفنية الدقيقة الخاصة بالمجوهرات والآلات الدقيقة، ويساهمون اليوم في الصناعات البترولية.
في أواخر القرن 17، سيطر الأرمن تقريبًا على كل التجارة الفارسية. وأنشأ الأرمن شبكات تجارية واسعة والأرمن في مدن مثل بورصة، حلب، البندقية، ليفورنو، مرسيليا، وأمستردام. وهكذا أصبح الأرمن المسيحيين النخبة التجارية في المجتمع الصفوي ومن خلال وجود رأس مال كبير أتاح للمسيحيين حرية دينية كبيرة فضلًا عن ثراء وسطوة.

### الكنيسة الروسية الأرثوذكسية في الإمبراطورية الروسية

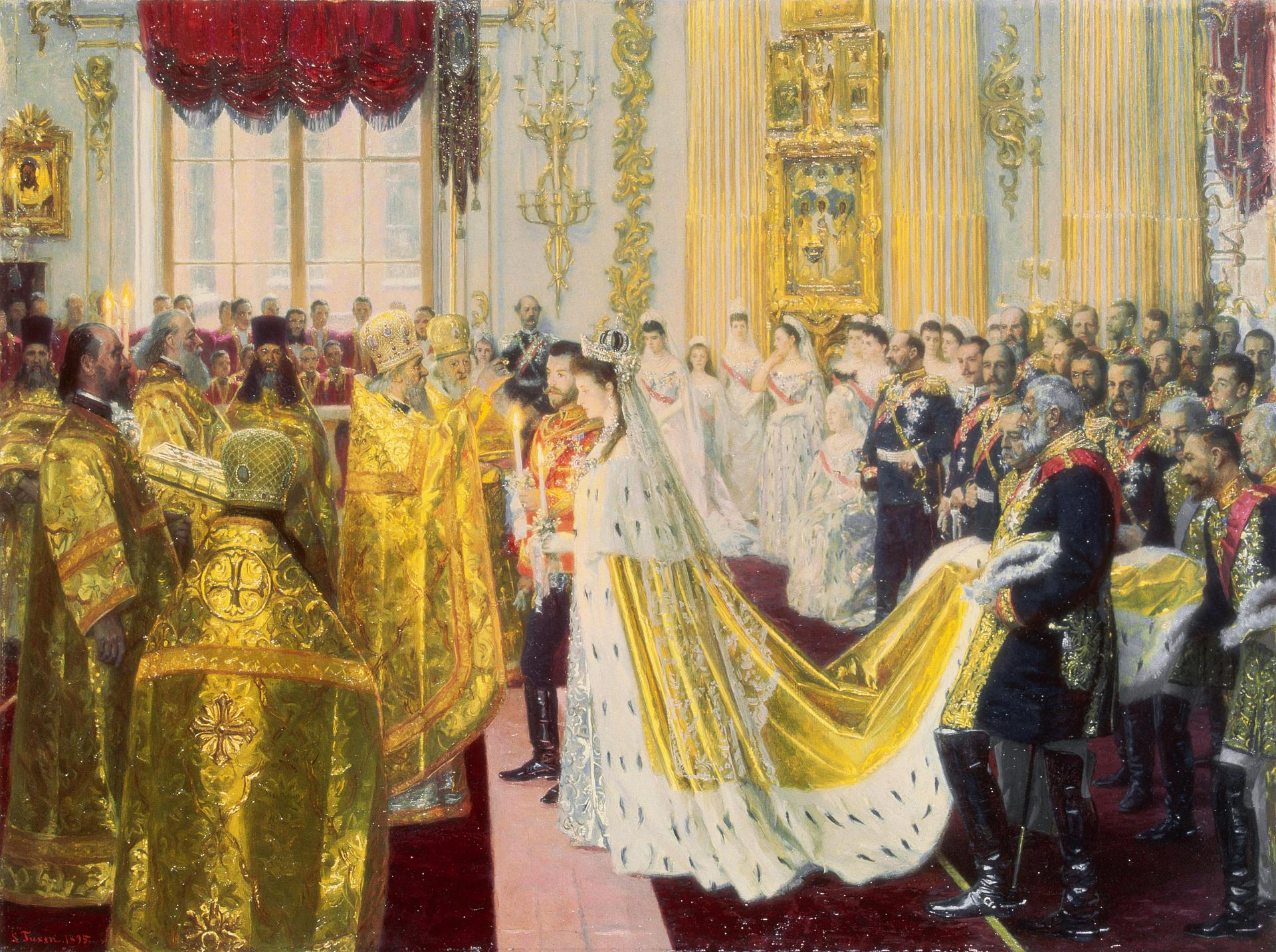
زفاف نيقولا الثاني؛ وقد ارتبطت الكنيسة الأرثوذكسية مع الملكية الروسية.

مع تحول ثقل الكنيسة الأرثوذكسية إلى روسيا؛ وروسيا كانت الكنيسة الأرثوذكسية مؤسسة قوية، فقد أعاد الأباطرة الروس من أسرة رومانوف الثنائية التقليدية في قيادة الكنيسة بينهم وبين البطاركة، وأصبحت روسيا قائدة العالم الأرثوذكسي. وفي عام 1721 قام الإمبراطور بطرس الأول بإلغاء البطريركية جاعلًا الكنيسة من مؤسسات الدولة يدير شؤونها مجلس للأساقفة.
كانت المسيحية الأرثوذكسية الروسية هي دين الدولة الرسمي في الإمبراطورية الروسية، وقد اعتنقها أغلبية سكان الإمبراطورية. وكان رئيس الكنسية الأرثوذكسية الروسية هو القيصر، الذي يحمل لقب المدافع الأعلى للكنيسة، وعلى الرغم من أنه كا قد ألغى جميع التعيينات، إلا أنه لم يكن له حق البت في مسائل العقيدة أو تعاليم الكنيسة. انحصرت السلطة الكنسية الرئيسية في يد المجمع المقدس، ورئيسه المدعي العام، الذي كان في ذات الوقت أحد أعضاء مجلس الوزراء، ويُمارس صلاحيات واسعة جداً في المسائل الكنسية. أطلقت الإمبراطورية حرية المعتقد الديني، حيث كان كل الأشخاص مهما كان دينهم، يُمارسون شاعائرهم بحريّة، ما عدا اليهود، الذين وُضعت عليهم بعض القيود.
كان رؤساء الكنسية الأرثوذكسية الروسية الوطنية يتألفون من ثلاث أساقفة مدن، هي مدن سانت بطرسبرغ وموسكو وكييف، وأربعة عشر رئيس أساقفة وخمسين أسقفًا عاديًا، وكلهم قادمون من صفوف رجال الدين الرهبان العزاب. كان لا بد لرجال الدين الزواج عند تعيينهم، ولكن كان إذا ترملوا لا يُسمح لهم بالزواج مرة أخرى، وهذه القاعدة لا تزال تطبق حاليًا.
استطاعت الإمبراطورية الروسية خاصًة خلال عصر كاترين الثانية عن طريق تحالفاتها مع سائر الدول الأوروبية استعادة اليونان ومنحها الاستقلال عام 1838؛ ثم أخذت سائر الدول المسيحية في أوروبا الشرقية بنيل استقلالها عن الدولة العثمانية الواحدة تلو الأخرى بين عامي 1812 و1881؛ واستحدثت متصرفية جبل لبنان سنة 1861 بعيد المذابح بين الموارنة والدروز في الجبل والتي سرعان ما انتشرت حتى وصلت دمشق بين المسلمين والمسيحيين؛ وتشكل النظام الحاكم والاجتماعي في متصرفية جبل لبنان من الثنائية المارونية - الدرزية، وسمح الاستقرار الأمني والتعايش الدرزي-الماروني في المتصرفية بتطور الاقتصاد ونظام الحكم. وكان كاثوليك الدولة العثمانية قد وضعوا تحت حماية فرنسا والنمسا، إذ أعتبر آل هابسبورغ حكام الإمبراطورية النمساوية حماة الكاثوليكية، في حين وضع الأرثوذكس تحت حماية الإمبراطورية الروسية وقامت إنجلترا بحماية البروتستانت.

### ظهور الكنائس الكاثوليكية الشرقية

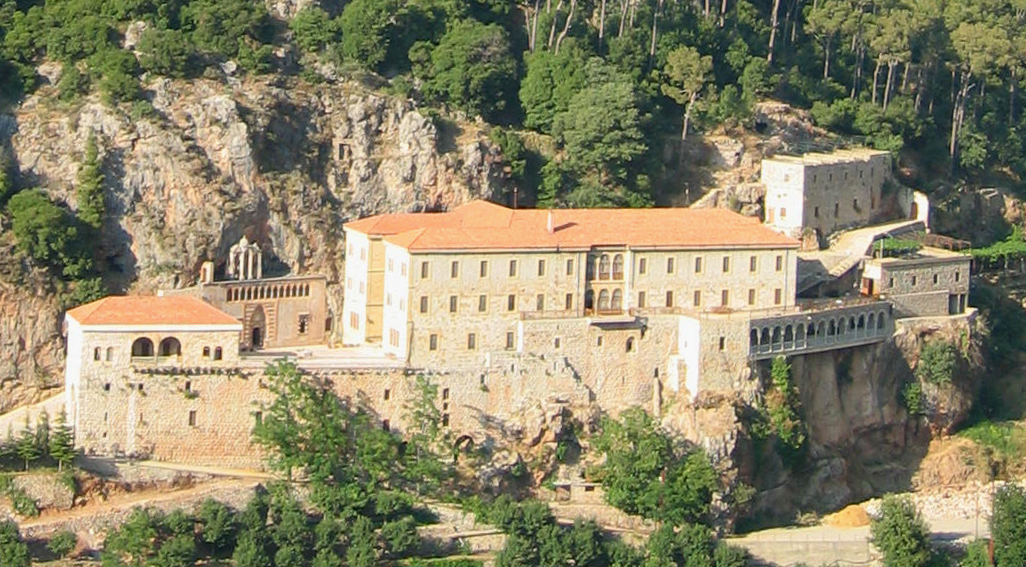
دير مار أنطونيوس قزحيا الماروني، تعتبر الكنيسة المارونية من أقدم الكنائس الكاثوليكية الشرقية.

أخذت في القرن السابع عشر البعثات الكاثوليكية تتجه نحو الدولة العثمانية في سبيل ضم الطوائف المسيحية الشرقية إلى الكنيسة الكاثوليكية، الأمر الذي مهد ظهور الكنائس الكاثوليكية الشرقية، وأدت الحركة الديبلوماسية النشطة مع إسطنبول إلى نشوء نظام الامتيازات الأجنبية بدءًا من عام 1563 ثم ألحق به نظام حماية الأقليات الدينية بدءًا من عام 1649. وتعتبر الكنيسة المارونية أقدم الكنائس الكاثوليكية الشرقية إذ الحملات الصليبية سمحت للموارنة بالإتحاد مع كنيسة روما في العام 1182. الكنيسة المارونية هي الكنيسة الشرقية الكاثوليكية الوحيدة التي لم تنشأ نتيجة الصراع مع الكنيسة الأرثوذكسية.
وكان للكنيسة الأوكرانية اليونانية الكاثوليكية حضور مميز في أوكرانيا الغربية خاصًة في مدينة لفيف فضلًا عن مدينة كييف حيث مركز الكنيسة الروحي. شكّل إكليروس الكنيسة الأوكرانية الكاثوليكية وأسرهم طبقة كهنوتية وراثية متماسكة واعتبروا على رأس الطبقات الاجتماعية التي سادت المجتمع الأوكراني الغربي من خلال إقامة «سلالات كهنوتية»، وذلك من القرن الثامن عشر حتى منتصف القرن العشرين، في أعقاب الإصلاحات التي قام بها جوزيف الثاني، إمبراطور النمسا.
بدأ اهتمام الكاثوليك بمسيحيي الهند عندما تضعضعت سلطة كنيسة المشرق عليها في القرن الرابع عشر. فرسم البابا يوحنا الثاني والعشرون أسقفًا كاثوليكيًا على قويلون بالهند سنة 1329، فأعلمه الأسقف بإمكانية إرسال عدة مئات من المرسلين الكاثوليك لكسب المسيحيين الهنود. غير أن العلاقة مع الكاثوليك انقطعت مجددًا حتى عصر الاستكشافات الأوربية. اجتمع وجهاء المسيحيين في كوشين حيث أعلنوا ما يعرف بحلف صليب كونان سنة 1653، الذي تعهدوا خلاله برفض سلطة بابا روما. ومن بين 200,000 مسيحي في كيرالا لم يبق سوى 400 تحت سلطة البابا بينما انتقلت الأغلبية للكنيسة السريانية الأرثوذكسية عندما تمكن الهولنديون من السيطرة على كوشين وقويلون سنة 1661. استدرك البابا الوضع بأن أرسل رهبان كرمليين لاستبدال اليسوعيين، فتمكن هؤلاء من استدراج معظم مسيحيي كيرالا بأن سمحوا باستعمال الطقس السرياني الشرقي بدلاً من الطقس اللاتيني، فتأسست بذلك كنيسة السريان الملبار الكاثوليك.

### النهضة العربية
وخلال القرن التاسع عشر، كان لبنان ومسيحييه يقودون النهضة القومية العربية، وقد انتقل بعض هؤلاء المفكرين ذوي الأغلبية المسيحية من سوريا ولبنان إلى القاهرة والإسكندرية التي كانت في ظل الخديوي إسماعيل المكان الأكثر انفتاحًا في الدولة العثمانية؛ كذلك فقد استقر بعض هؤلاء في المهجر، لقد أطلق هؤلاء المسيحيون بصحفهم وجمعياتهم الأدبية والسياسية النهضة العربية في القرن التاسع عشر والتي سرعان ما اتسعت لتشمل أطياف المجتمع برمته. وقد سطع أيضًا نجم عدد وافر من الشخصيات المسيحية العربية في الوطن العربي والمهجر في مناصب سياسية واقتصادية بارزة، كما ولا يزال للطوائف المسيحية، دور بارز في المجتمع العربي، لم ينقطع، لعلّ أبرز مراحله النهضة العربية في القرن التاسع عشر، كما لهم اليوم دور فاعل في مختلف النواحي الاجتماعية والاقتصادية والسياسية.

### مذابح الدولة العثمانية

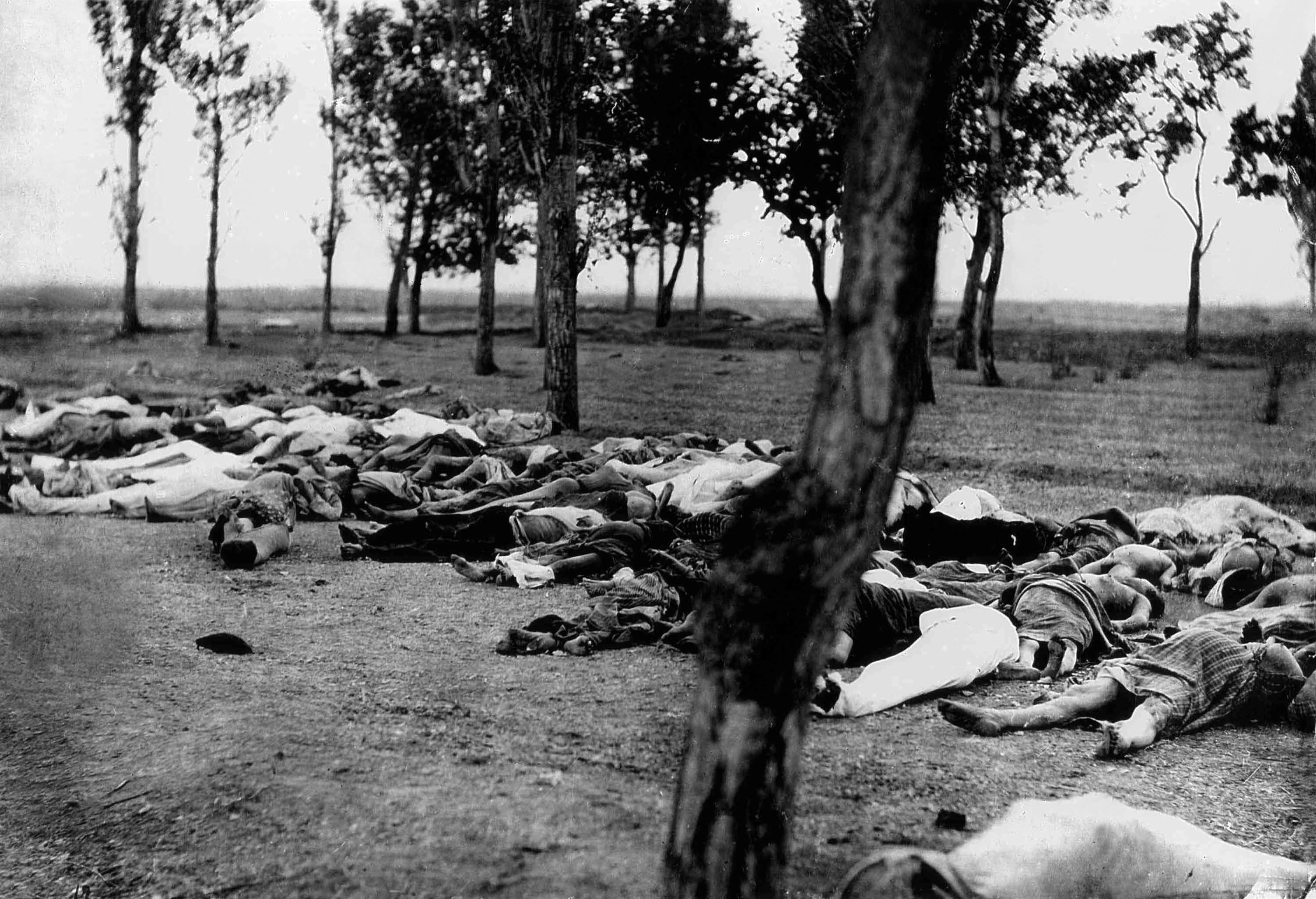
صورة تعود لأوائل القرن العشرين خلال مذابح الأرمن تظهر مجموعة من الأرمن القتلى.

قامت الدولة العثمانية في قتل متعمد والمنهجي للسكان الأرمن خلال وبعد الحرب العالمية الأولى، وقد تم تنفيذ ذلك من خلال المجازر وعمليات الترحيل، والترحيل القسري وهي عبارة عن مسيرات في ظل ظروف قاسية مصممة لتؤدي إلى وفاة المبعدين. يقدّر الباحثين ان اعداد الضحايا الأرمن تتراوح ما بين مليون و 1.5 مليون نسمة. كذلك تعرضت مجموعات عرقية مسيحية بالمهاجمة والقتل من قبل الدولة العثمانية منهم آشوريين/سريان/كلدان وذلك عن طريق سلسلة من العمليات الحربية التي شنتها قوات نظامية تابعة للدولة عثمانية بمساعدة مجموعات مسلحة كردية شبه نظامية استهدفت مدنيين آشوريين/سريان/كلدان أثناء وبعد الحرب العالمية الأولى. أدت هذه العمليات إلى مقتل مئات الآلاف منهم كما نزح آخرون من مناطق سكناهم الأصلية بجنوب شرق تركيا الحالية وشمال غرب إيران. سميت هذه المذابح التي استهدفت السريان باسم مذابح سيفو وتعرف كذلك بالمذابح الآشورية ويقدر الدارسون أعداد الضحايا السريان/الآشوريين بما بين 250,000 إلى 500,000، وضد اليونانيين حيث قامت حكومة تركيا الفتاة الوريثة للإمبراطورية العثمانية بتحريض أعمال العنف ضد الأقلية اليونانية البنطية في البنطس وغيرها من المناطق التي تقطنها الأقليات الإغريقية. تضمنمت الحملة مذبحة، نفي من المناطق يتضمن حملات قتل الواسعة ضد هذه الأقليات. كان عدد الضحايا وفقاً للمصادر حوالي النصف مليون.
يرى عدد من الباحثين ان هذه الأحداث، تعتبر جزء من نفس سياسية الإبادة التي انتهجتها الدولة العثمانية ضد الطوائف المسيحية.

## المسيحية الشرقية في القرن العشرين

### أوروبا الشرقية

كاتدرائية أرثوذكسية في بلغاريا: عانى المسيحيون في أوروبا الشرقية من تعسف الاتحاد السوفيتي والشيوعية.

كانت الكنيسة الروسية الأرثوذكسية مؤسسة قوية في الامبراطورية الروسية، وأرتبطت بالأسرة الحاكمة، وشكّل النفوذ المتزايد للقس غريغوري راسبوتين أحد الأسباب التي سببت قيام الثورة الروسية عام 1917. أدى قيام الشيوعية سنة 1917 إلى تأثير سلبي على الكنيسة الأرثوذكسية.
في مطلع القرن العشرين بدأت حركة تقارب بين الكنائس والطوائف المسيحية، حيث دعيت هذه الحركة باسم الحركة المسكونية، في سنة 1948 تأسس مجلس الكنائس العالميّ، وهي منظمة تعمل من أجل تقليل الاختلافات حول العقائد وتطوير الوحدة المسيحية، ويضم الآن الكنائس الأرثوذكسية والبروتستانتية كما انضمت الكنيسة الكاثوليكية بصفة مراقب. في النصف الثاني من القرن العشرين نشطت حركة حوار مسكوني «لتعزيز وحدة المسيحيين»؛ في عام 1982 صدر عن الكنيسة الأرثوذكسية المشرقية والكنيسة الكاثوليكية «الإعلان المشترك حول طبعي المسيح»، والذي حلّ الخلاف التاريخي حول مجمع خلقيدونية، وهو السبب الرئيسي في انشقاق هذه الكنائس؛ في عام 1999 صدر عن الكنيسة الكاثوليكية والكنيسة اللوثرية «الإعلان المشترك حول عقيدة التبرير»، التي تبنته جماعات بروتستانتية أخرى، وأفضت لحل السبب الرئيسي الذي فجّر الإصلاح البروتستانتي في القرن السادس عشر؛ أيضًا فإن الخلاف حول صيغة انبثاق الروح، حل بين الكنائس الأرثوذكسية الشرقية والكنيسة الكاثوليكية بقبول الصيغتين. عام 1998 اعترف الأساقفة الأرثوذكس في البطريركية الإنطاكية عبر مؤتمر حلب بخطأ التقويم اليولياني في حساب الفصح.
شهدت دول أوروبا الشرقية مع سقوط الإتحاد السوفياتي والأنظمة الشيوعية صحوة دينية كبرى منها روسيا ممثلة بالعلاقة الوثيقة بين الكنيسة الروسية الأرثوذكسية وفلاديمير بوتين، أوكرانيا، بولندا، صربيا، كرواتيا، رومانيا وبلغاريا. وبحسب بيانات من دراسة القيم الأوروبية بين عام 2008 حتى 2010 شهدت لاتفيا والدول ذات الأغلبية الأرثوذكسية في أوروبا الشرقية، نمواً في الانتماء أو الهوية الدينيَّة خصوصاً بين الشباب من عمر 16 وسن 24. بحسب فيليب مازورجاك من جامعة جورج واشنطن تحدث ثورة مؤيدة للعائلة وإعادة اكتشاف الجذور المسيحية في أوروبا الشرقية. وبحسب دراسة قامت بها مركز بيو للأبحاث عام 2017 المسيحية تنمو وتزدهر في أوروبا الشرقية،
في أكتوبر من عام 2018 أعلنت الكنيسة الروسية الأرثوذكسية قطع صلتها مع بطريركية القسطنطينية المسكونية، وذلك بعدما اعترفت بطريركية القسطنطينية المسكونية، بإستقلال الكنيسة الأوكرانية عن موسكو. واعتراف القسطنطينية بكنيسة مستقلة في أوكرانيا ينهي 332 عاما من الوصاية الدينية الروسية في أوكرانيا، حيث في عام 1686 صدر قانون كنسي منح بطريرك موسكو حق تعيين المتروبوليت في كييف. يمكن أن يؤدي إلى ظهور «عالمين أرثوذكسيين متخاصمين»، أحدهما موال لموسكو التي لديها العدد الأكبر من المسيحيين الأرثوذكس، وآخر موال للقسطنطينية التي تتمتع بالشرعية كونها أول بطريركية في التاريخ المسيحي الشرقي. وأبدى الكرملين قلقاً من اعتراف بطريركية القسطنطينية بكنيسة أرثوذكسية مستقلة في أوكرانيا، محذراً من أن القرار ينذر بانقسام في العالم الأرثوذكسي. في المقابل، رحّبت الحكومة الأوكرانية في كييف بالقرار، ورأى مراقبون أن الاعتراف بكنيسة مستقلة في أوكرانيا يُعد نتيجة طبيعية لتطور الأحداث، بعد ضمّ موسكو شبه جزيرة القرم وتدخلها في شرق البلاد، وينهي «العالم الروسي».

### الشرق الأوسط

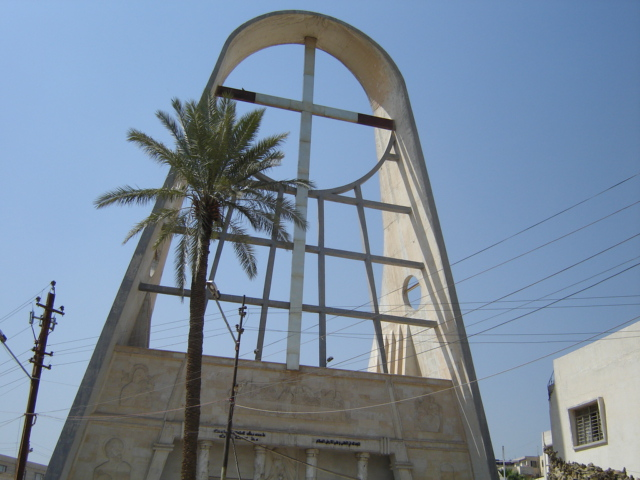
كنيسة سيدة النجاة في بغداد، شهدت الكنيسة مجزرة على يد منظمة دولة العراق الإسلامية التابعة لتنظيم القاعدة في بلاد الرافدين.

تعتبر الهجرة والتهجير إحدى الملمات التي أصابت مسيحيي جنوب بلاد الشام عمومًا، فعلى سبيل المثال في أعقاب حرب 1948 التي أفضت إلى ميلاد إسرائيل، مُسحت عن الوجود قرى مسيحية بأكلمها على يد العصابات الصهيونية وطرد أهلها أو قتلوا، وهكذا فإن كنائس اللد وبيسان وطبرية داخل إسرائيل حاليًا إما دمرت أو أغلقت بسبب عدم بقاء أي وجود لمسيحيين في هذه المناطق، يضاف إلى ذلك وضع خاص للقدس فأغلبية القدس الغربية كانت من مسيحيين قامت العصابات الصهيونية بمسح أحيائها وتهجير سكانها وإنشاء أحياء سكنية يهودية فيها لتشكيل «القدس الغربية اليهودية» وهكذا فكما يقول المؤرخ الفلسطيني سامي هداوي أن نسبة تهجير العرب من القدس بلغت 37% بين المسيحيين مقابل 17% بين المسلمين.
في اليوم السادس والسابع من سبتمبر 1955 أعمال شغب بالدرجة الأولى ضد الأقلية المسيحية اليونانية فضلًا عن اليهود والأرمن. بوغروم إسطنبول سببت تسارع هجرة في اليونانيين (بالتركية : Rumlar) من تركيا، وإسطنبول على وجه الخصوص. إنخفض عدد السكان اليونانيين في تركيا من 119,822 شخصا في عام 1927، إلى حوالي 7,000 في عام 1978. في إسطنبول وحدها، انخفض عدد السكان اليونانيين من 65,108 إلى 49,081 بين الأعوام 1955 و1960. في أرقام نشرت عام 2008 من قبل وزارة الخارجية التركية أشارت إلى أنّ العدد الحالي من المواطنين الاتراك من أصل يوناني يتراوح بين 3,000-4,000. وقالت ديليك جوين المؤرخة ومؤلفة كتاب صدر عام 2005 عن الواقعة ان المقابر دنّست والكنائس نهبت وقتل نحو 12 شخصا واغتصبت مئات النساء وقد حرقت بطريركية القسطنطينية المسكونية مركز الكنيسة الأرثوذكسية والعديد من المنازل والمشاغل والمصالح التي يملكها يونانيون.
رُسخ دور المسيحيين اللبنانيين في أعقاب ميلاد متصرفية جبل لبنان عام 1861، التي كانت ممهدة الطريق نحو ميلاد «دولة لبنان الكبير» عام 1920 بعد جهود حثيثة لنيل الاستقلال بذلتها مختلف الأطراف اللبنانية وعلى رأسهم البطريرك إلياس بطرس الحويك الذي ترأس الوفد اللبناني إلى مؤتمر الصلح ورفض أي نوع من الفيدرالية مع سوريا. نالت الجمهورية اللبنانية استقلالها عام 1943 وولد مع الاستقلال «الميثاق الوطني اللبناني» الذي نصّ على كون رئيس الجمهورية مارونيًا ورئيس الوزارة سنيًا ورئيس مجلس النوّاب شيعيًا، كذلك فقد وزعت المقاعد الوزارية مناصفة بين المسيحيين والمسلمين وسائر وظائف الفئة الأولى الإدارية والأمنية والعكسرية، ولذلك فإن لبنان لا يعتبر الدولة الوحيدة في الوطن العربي التي يرأسها مسيحي، بل الدولة الوحيدة أيضًا التي يلعب فيها المسيحيون دورًا فاعلاً وأساسيًا في الحياة العامة؛ وخلال الفترة الممتدة بين 1943 و1975 شهد لبنان ازدهارًا اقتصاديًا واجتماعيًا وثقافيًا غير مسبوق حتى دعي «سويسرا الشرق» وما عاق هذا التقدم هو اندلاع الحرب الأهلية اللبنانية على أسس مذهبية في 13 أبريل 1975. استمرّت الحرب اللبنانية خمسة عشر عامًا، ولم تعد حرب لبنانيين بقدر ما كانت حرب آخرين على أرض لبنان، فمن المعلوم على سبيل المثال أن الحرب بين عامي 1988 و1990 والتي كان قطبيها سليم الحص وميشال عون كانت فعليًا حربًا بين النظامين السوري والعراقي، فبينما دعم السوريون بواسطة الجيش السوري حكومة الحص زوّد صدام حسين بقايا الجيش اللبناني مع ميشال عون بالمال والسلاح. في 1990 تم التوصل لاتفاق الطائف الذي أنهى الحرب الأهلية محافظًا على المناصفة بين المسيحيين والمسلمين وحافظ أيضًا على توزيع الرئاسات الثلاث ونقل جزء من صلاحيات رئيس الجمهورية إلى مجلس الوزراء مجتمعًا، محولاً بذلك البلاد من النظام نصف الرئاسي إلى النظام البرلماني.
تسارعت وتيرة هجرة وتهجير مسيحيين العراق بشكل كبير في أعقاب غزو العراق عام 2003 وما رافقه من انتشار لمنظمات متطرفة شيعية وسنيّة. على سبيل المثال ومع بداية صوم العذراء في 1 أغسطس/آب 2004 تعرضت خمس كنائس للتفجير سويّة، مسلسل تفجير الكنائس لم يتوقف بل استمر وتطور بحيث شمل محلات بيع المشروبات الكحولية والموسيقى والأزياء وصالونات التجميل، وذلك بهدف إغلاق أمثال هذه المحلات، كذلك تعرضت النساء المسيحيات إلى التهديد إذا لم يقمن بتغطية رؤوسهن على الطريقة الإسلامية، وحدثت عمليات اغتيالٍ لعدد من المسيحيين بشكل عشوائي. أصيبت المسيحية السوريّة بدورها بالهجرة خاصًة عقب الأزمة السورية من نتائج تصاعد التطرف الديني وما رافقه من خطابات وعمليات طائفية وسيطرة الدولة الإسلامية في العراق والشام على مناطق ذات كثافة مسيحية، ما أدّى تزايد الهجرة بشكل متسارع.